# Guido Papini
Guido Papini (Camaiore, Gran Ducat de Toscana, 1 d'agost de 1847 - Londres, 3 d'octubre de 1912) fou un violinista i compositor italià. Deixeble de Giorgetti, es presentà al públic quan només contava tretze anys, causant l'admiració dels florentins. Va pertànyer diversos anys a la Societat del Quartet, de Florència. El 1876 prengué part en els concerts Pasdeloup de París, i en els Concerts Filharmònics de Bordeus, que llavors gaudien de gran fama. Des de 1893 fins al 1896 fou professor de violí de la Royal Academy of Music, de Dublín, sense abandonar per això les seves gires de concerts per Europa, en les que assolí gran anomenada. La seva delicada salut l'obligà abandonar la vida activa musical, establint la seva residència a Londres, on fins a la data de la seva mort es dedicà a l'ensenyament i la composició. Les seves obres publicades, a banda d'algunes transcripcions i arranjaments, inclouen dos concerts per a violí i violoncel respectivament; un excel·lent mètode de violí; Exercices de mecanisme pour le violon seul, i petites peces de concert per a violí i violoncel. També publicà diverses cançons, trios per a dos violins i piano, un quartet amb piano i edità els 24 Capricis, de Paganini, i altres obres clàssiques.